# Monzeki
Monzeki (jap. 門跡; szlachecki klasztor) – nazwa japońskich kapłanów buddyjskich, wywodzących się z rodu arystokratycznego lub cesarskiego. Nazwą tą określano także klasztory i świątynie buddyjskie, w których ci kapłani zamieszkiwali. 
Takie budynki przypominały bardziej pałace, niż typowe, znacznie skromniejsze klasztory, przeznaczone dla zwykłych mnichów. Budowane były z reguły na planie w kształcie litery "U", otwierającej się na ozdobny ogród ze stawem. 
Kapłani monzeki przechodzili znacznie krótsze szkolenie religijne i łączyli funkcje kapłańskie z zaangażowaniem w politykę i arystokratyczne życie świeckie.
Obiekty monzeki, np.: Chion-in, Hokke-ji, Nishi Hongan-ji, były budowane głównie w stolicach cesarskich, jak Kioto i Nara.